# Ohrenbach
Ohrenbach est une commune allemande de Bavière (Allemagne), située dans l'arrondissement d'Ansbach et le district de Moyenne-Franconie.

## Géographie

Situation d'Ohrenbach (en rouge) dans l'arrondissement d'Ansbach

Ohrenbach est située dans le nord de l'arrondissement, à la limite avec l'Arrondissement de Neustadt an der Aisch-Bad Windsheim, à 11 km au nord de Rothenburg ob der Tauber et à 37 km au nord-ouest d'Ansbach, le chef-lieu de l'arrondissement. La commune appartient à la communauté administrative de Rothenburg.
Les communes de Habelsee et Oberschekenbach ont été incorporées à la commune d'Ohrenbach.

## Histoire
La commune d'Ohrenbach a fait partie de l'arrondissement de Rothenburg jusqu'à la disparition de ce dernier.

## Démographie
| 1910 | 1933 | 1939 | 1950  | 1961 | 1979 | 2003 | 2009 |
| ---- | ---- | ---- | ----- | ---- | ---- | ---- | ---- |
| 844, | 870, | 796, | 1 321 | 863  | 766  | 658  | 618  |

## Monuments
- Habersee, château
- Reichardsroth, église du grand bailliage de Brandebourg, datant du XIIIe siècle